# Molnár István (műfordító)
Molnár István (Budapest, 1950. október 3. – Villejuif, Franciaország, 2023. december 23.) vegyész, a fizikai-kémiai tudományok doktora, műfordító.

## Életpályája
1970-1975 között végzett az ELTE TTK vegyész karán. Természettudományi doktori diplomáját ugyanott, 1982-ben védte meg. 2005-ben a Budapesti Műszaki Egyetemen MBA-diplomát szerzett. 
Karrierje kezdetén, 1975 és 1989 között foglalkozott többek között nagy tisztaságú fémek előállításával, műszaki kerámiákkal és speciális nehézfém-hulladékfeldolgozási technológiákkal, valamint atomreaktorok biztonsági modellezésével.
1989-ben érdeklődése a gyógyszeripar felé fordult. Nyugdíjazásáig, 2012-ig ebben az iparágban dolgozott üzemvezetőként, minőségirányítási vezetőként, minőségbiztosítási igazgatóként, majd nemzetközi minőségbiztosítási auditorként.
Nyugdíjba vonulása után, 2023 márciusáig, továbbra is erősítette a magyar gyógyszeripari cégeket a hatósági auditokra való felkészülésben és a minőségbiztosítási auditorok képzésében. 
Műfordítói karrierje 1986-ban C. S. Lewis A csendes bolygó (Bp. 1986, Kozmosz Könyvek) című regényének a fordításával kezdődött. Legismertebb fordításai: Galaxis útikalauz stopposoknak (Douglas Adams: The Hitch Hiker's Guide to the Galaxy) Kozmosz könyvek; Az idő rövid története (Stephen W. Hawking: A Brief History of Time from the Big Bang to Black Holes) Maecenas könyvkiadó.

## Fordításai
- Douglas Adams. Galaxis útikalauz stopposoknak (The Hitch Hiker's Guide to the Galaxy). Kozmosz Könyvek. ISBN 963 7318 61 5[1]
- Michael de Larrabeiti. A kassza (The Bunce). Rege könyvkiadó. ISBN 936 02 6652 0
- Harry Harrison. A technicolor időgép (The Technocolor© Time Machine). Móra könyvkiadó. ISBN 963 11 6343 1
- Harry Harrison. Rozsdamentes Acélpatkány (The Stainless Steel Rat). Móra könyvkiadó. ISBN 963 11 6508 6
- Stephen W. Hawking. Az idő rövid története (A Brief History of Time from the Big Bang to Black Holes). Maecenas könyvkiadó. ISBN 963 8469 36 6[1]
- Arthur Herzog. Földmoraj (Earthsound). Maecenas könyvkiadó. ISBN 963 7425 03 9
- C.S. Lewis. A csendes bolygó (Out of the Silent Planet). Kozmosz Könyvek. ISBN 963 211 720 4
- Barbara Michaels. Tépett selyem (Shettered Silk). Maecenas könyvkiadó. ISBN 963 7827 12 9
- Dr Joseph Murphy. Tudatalattid csodálatos hatalma (The Power of Your Subconscious  Mind). Maecenas könyvkiadó. ISBN 978 963 203160 6[1]
- Frank O’ Rourke. Élve kell az asszony (The professionals). Maecenas könyvkiadó. ISBN 963 7425 44 6
- Frederik Pohl. Csernobil (Chernobyl). Móra könyvkiadó. ISBN 963 11 6333 4
- Irwin Shaw. Fönn a csúcson (The Top of the hill). Európa könyvkiadó. ISBN 963 07 5893 8
- Kurt Vonnegut. 2BR02B (2 B R 0 2 B).
A Jolly Roger kifut a tengerre (The Cruise of the Jolly Roger).
A nőgyűlölő fiú (The Boy Who Hated Girls).
Szökevények (Runaways)., A hamvaskék sárkány (novellák) ("Bagombo Snuff Box  Uncollected Short Fictions"). Maecenas könyvkiadó. ISBN 963 203 137 7[1]
- Kurt Vonnegut. Gépzongora (Player Piano). Maecenas könyvkiadó. ISBN 963 203 148 2
- Kurt Vonnegut. Hókusz-pókusz (Hocus Pocus). Maecenas könyvkiadó. ISBN 963 8469 01 3[1]